# Przy Łężcu Trzecim

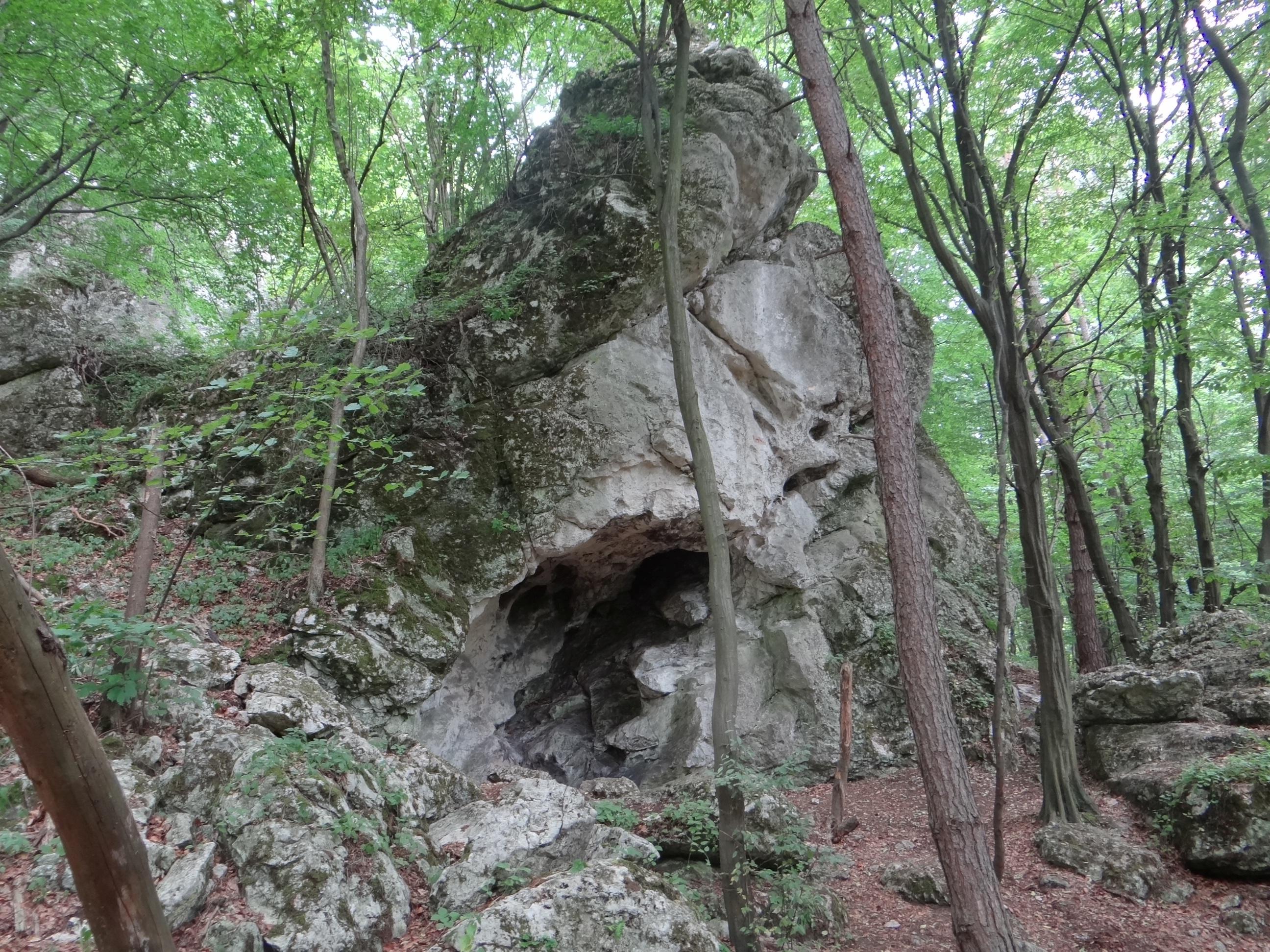

Przy Łężcu Trzecim – skała na grzbiecie wzgórza Łężec na Wyżynie Częstochowskiej. Znajduje się w miejscowości Morsko w województwie śląskim, w powiecie zawierciańskim, w gminie Włodowice, w pasie skał ciągnących się grzbietem tego wzgórza od Zamku w Morsku na północny wschód. Skała Przy Łężcu Trzecim znajduje się pomiędzy skałami Łężec Trzeci i Słupkowa.
Skały na Łężcu stosunkowo niedawno stały się obiektem wspinaczki skalnej i rejon ten daleki jest jeszcze do wyeksploatowania przez wspinaczy. Ciągle tworzone są na nich nowe drogi wspinaczkowe. Przez wspinaczy skalnych zaliczane są do grupy Skał Morskich. Zbudowana ze skalistego wapienia skała Przy Łężcu Trzecim znajduje się w lesie. Jej dolną część na wylot przebija tunel skalny. Do 2018 roku na jej północno-wschodniej, pionowej ścianie poprowadzono jedną drogę wspinaczkową Usta Ewy o trudności VI.1 w skali krakowskiej. Asekuracja tradowa.

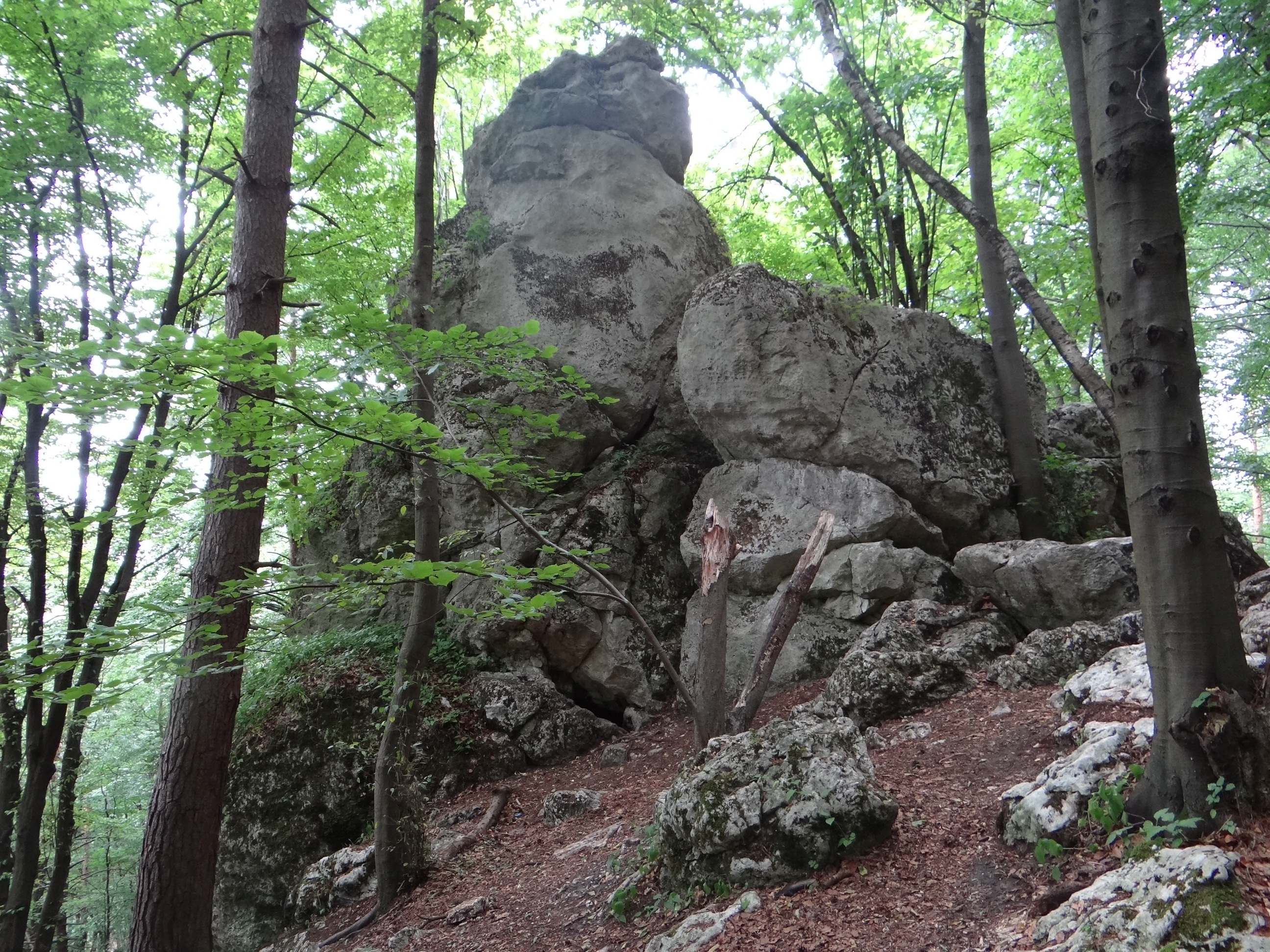